# Жо-Вилфрид Цонга
Жо-Вилфрид Цонга (фр. Jo-Wilfried Tsonga; Ле Ман, 17. април 1985) бивши је француски тенисер, конгоанско-француског порекла. Надимак му је Мухамед Али због изузетне физичке сличности и понашања са боксерским шампионом. Од 2004. до 2022. године професионално се бавио тенисом, освојио је осамнаест титула у појединачној конкуренцији. У финалу Отвореног првенства Аустралије 2008. изгубио је од Новака Ђоковића, а дошао је до два трофеја на турнирима из АТП Мастерс 1000 серије.
На Олимпијским играма 2012. у Лондону је у пару са Микаелом Љодром освојио сребрну медаљу. Заједно са Ализе Корне је донео репрезентацији Француске титулу на Хопман купу 2014. године, а 2017. је учествовао у освајању Дејвис купа.
Поред Томаша Бердиха и Станисласа Вавринке је једини тенисер који је успео да на гренд слем турнирима оствари победу против свих чланова велике четворке.

## Гренд слем финала

### Појединачно: 1 (0:1)
| Исход     | Бр. | Година | Турнир        | Подлога | Противник     | Резултат                |
| --------- | --- | ------ | ------------- | ------- | ------------- | ----------------------- |
| Финалиста | 1.  | 2008.  | ОП Аустралије | Тврда   | Новак Ђоковић | 6:4, 4:6, 3:6, 6:7(2:7) |

## Финала завршног првенства сезоне

### Појединачно: 1 (0:1)
| Исход     | Бр. | Година | Турнир | Подлога   | Противник     | Резултат           |
| --------- | --- | ------ | ------ | --------- | ------------- | ------------------ |
| Финалиста | 1.  | 2011.  | Лондон | Тврда (д) | Роџер Федерер | 3:6, 7:6(8:6), 3:6 |

## Финала АТП мастерс 1000 серије

### Појединачно: 4 (2:2)
| Исход     | Бр. | Година | Турнир  | Подлога   | Противник         | Резултат      |
| --------- | --- | ------ | ------- | --------- | ----------------- | ------------- |
| Победник  | 1.  | 2008.  | Париз   | Тврда (д) | Давид Налбандијан | 6:3, 4:6, 6:4 |
| Финалиста | 1.  | 2011.  | Париз   | Тврда (д) | Роџер Федерер     | 1:6, 6:7(3:7) |
| Победник  | 2.  | 2014.  | Торонто | Тврда     | Роџер Федерер     | 7:5, 7:6(7:3) |
| Финалиста | 2.  | 2015.  | Шангај  | Тврда     | Новак Ђоковић     | 2:6, 4:6      |

### Парови: 1 (1:0)
| Исход    | Бр. | Година | Турнир | Подлога | Партнер        | Противници                           | Резултат |
| -------- | --- | ------ | ------ | ------- | -------------- | ------------------------------------ | -------- |
| Победник | 1.  | 2009.  | Шангај | Тврда   | Жилијен Бенето | Маријуш Фирстенберг Марћин Матковски | 6:2, 6:4 |

## Мечеви за олимпијске медаље

### Парови: 1 (0:1)
| Исход  | Година | Турнир                    | Подлога | Партнер      | Противници             | Резултат      |
| ------ | ------ | ------------------------- | ------- | ------------ | ---------------------- | ------------- |
| Сребро | 2012.  | Олимпијске игре у Лондону | Трава   | Микаел Љодра | Боб Брајан Мајк Брајан | 4:6, 6:7(2:7) |

## АТП финала

### Појединачно: 30 (18:12)
| Легенда                        |
| ------------------------------ |
| Гренд слем турнири (0:1)       |
| Завршно првенство сезоне (0:1) |
| АТП мастерс 1000 (2:2)         |
| АТП 500 (2:4)                  |
| АТП 250 (14:4)                 |

| Финала по подлози |
| ----------------- |
| Тврда (17:11)     |
| Шљака (1:0)       |
| Трава (0:1)       |

| Финала по локацији |
| ------------------ |
| Отворено (5:4)     |
| Дворана (13:8)     |

| Исход     | Бр. | Датум               | Турнир                | Подлога   | Противник             | Резултат                |
| --------- | --- | ------------------- | --------------------- | --------- | --------------------- | ----------------------- |
| Финалиста | 1.  | 27. јануар 2008.    | Мелбурн, Аустралија   | Тврда     | Новак Ђоковић         | 6:4, 4:6, 3:6, 6:7(2:7) |
| Победник  | 1.  | 28. септембар 2008. | Бангкок, Тајланд      | Тврда (д) | Новак Ђоковић         | 7:6(7:4), 6:4           |
| Победник  | 2.  | 2. новембар 2008.   | Париз, Француска      | Тврда (д) | Давид Налбандијан     | 6:3, 4:6, 6:4           |
| Победник  | 3.  | 8. фебруар 2009.    | Јоханезбург, ЈАР      | Тврда     | Жереми Шарди          | 6:4, 7:6(7:5)           |
| Победник  | 4.  | 22. фебруар 2009.   | Марсеј, Француска     | Тврда (д) | Микаел Љодра          | 7:5, 7:6(7:3)           |
| Победник  | 5.  | 11. октобар 2009.   | Токио, Јапан          | Тврда     | Михаил Јужни          | 6:3, 6:3                |
| Финалиста | 2.  | 13. фебруар 2011.   | Ротердам, Холандија   | Тврда (д) | Робин Седерлинг       | 3:6, 6:3, 3:6           |
| Финалиста | 3.  | 13. јун 2011.       | Лондон, В. Британија  | Трава     | Енди Мари             | 6:3, 6:7(2:7), 4:6      |
| Победник  | 6.  | 25. септембар 2011. | Мец, Француска        | Тврда (д) | Иван Љубичић          | 6:3, 6:7(4:7), 6:3      |
| Победник  | 7.  | 30. октобар 2011.   | Беч, Аустрија         | Тврда (д) | Хуан Мартин дел Потро | 6:7(5:7), 6:3, 6:4      |
| Финалиста | 4.  | 13. новембар 2011.  | Париз, Француска      | Тврда (д) | Роџер Федерер         | 1:6, 6:7(3:7)           |
| Финалиста | 5.  | 27. новембар 2011.  | Лондон, В. Британија  | Тврда (д) | Роџер Федерер         | 3:6, 7:6(8:6), 3:6      |
| Победник  | 8.  | 7. јануар 2012.     | Доха, Катар           | Тврда     | Гаел Монфис           | 7:5, 6:3                |
| Победник  | 9.  | 23. септембар 2012. | Мец, Француска (2)    | Тврда (д) | Андреас Сепи          | 6:1, 6:2                |
| Финалиста | 6.  | 7. октобар 2012.    | Пекинг, Кина          | Тврда     | Новак Ђоковић         | 6:7(4:7), 2:6           |
| Финалиста | 7.  | 21. октобар 2012.   | Стокхолм, Шведска     | Тврда (д) | Томаш Бердих          | 6:4, 4:6, 4:6           |
| Победник  | 10. | 24. фебруар 2013.   | Марсеј, Француска (2) | Тврда (д) | Томаш Бердих          | 3:6, 7:6(8:6), 6:4      |
| Финалиста | 8.  | 22. септембар 2013. | Мец, Француска        | Тврда (д) | Жил Симон             | 4:6, 3:6                |
| Финалиста | 9.  | 23. фебруар 2014.   | Марсеј, Француска     | Тврда (д) | Ернестс Гулбис        | 6:7(5:7), 4:6           |
| Победник  | 11. | 10. август 2014.    | Торонто, Канада       | Тврда     | Роџер Федерер         | 7:5, 7:6(7:3)           |
| Победник  | 12. | 27. септембар 2015. | Мец, Француска (3)    | Тврда (д) | Жил Симон             | 7:6(7:5), 1:6, 6:2      |
| Финалиста | 10. | 18. октобар 2015.   | Шангај, Кина          | Тврда     | Новак Ђоковић         | 2:6, 4:6                |
| Финалиста | 11. | 30. октобар 2016.   | Беч, Аустрија         | Тврда (д) | Енди Мари             | 3:6, 6:7(6:8)           |
| Победник  | 13. | 19. фебруар 2017.   | Ротердам, Холандија   | Тврда (д) | Давид Гофан           | 4:6, 6:4, 6:1           |
| Победник  | 14. | 26. фебруар 2017.   | Марсеј, Француска (3) | Тврда (д) | Лука Пуј              | 6:4, 6:4                |
| Победник  | 15. | 27. мај 2017.       | Лион, Француска       | Шљака     | Томаш Бердих          | 7:6(7:2), 7:5           |
| Победник  | 16. | 22. октобар 2017.   | Антверпен, Белгија    | Тврда (д) | Дијего Шварцман       | 6:3, 7:5                |
| Финалиста | 12. | 29. октобар 2017.   | Беч, Аустрија (2)     | Тврда (д) | Лука Пуј              | 1:6, 4:6                |
| Победник  | 17. | 10. фебруар 2019.   | Монпеље, Француска    | Тврда (д) | Пјер-Иг Ербер         | 6:4, 6:2                |
| Победник  | 18. | 22. септембар 2019. | Мец, Француска (4)    | Тврда (д) | Аљаж Бедене           | 6:7(4:7), 7:6(7:4), 6:3 |

### Парови: 8 (4:4)
| Легенда                        |
| ------------------------------ |
| Гренд слем турнири (0:0)       |
| Завршно првенство сезоне (0:0) |
| АТП мастерс 1000 (1:0)         |
| Олимпијске игре (0:1)          |
| АТП 500 (0:0)                  |
| АТП 250 (3:3)                  |

| Финала по подлози |
| ----------------- |
| Тврда (3:3)       |
| Шљака (0:0)       |
| Трава (0:1)       |
| Тепих (1:0)       |

| Финала по локацији |
| ------------------ |
| Отворено (3:1)     |
| Дворана (1:3)      |

| Исход     | Бр. | Датум               | Турнир                   | Подлога   | Партнер           | Противници                           | Резултат               |
| --------- | --- | ------------------- | ------------------------ | --------- | ----------------- | ------------------------------------ | ---------------------- |
| Победник  | 1.  | 28. октобар 2007.   | Лион, Француска          | Тепих (д) | Себастијан Грожан | Лукаш Кубот Ловро Зовко              | 6:4, 6:3               |
| Победник  | 2.  | 12. јануар 2008.    | Сиднеј, Аустралија       | Тврда     | Ришар Гаске       | Боб Брајан Мајк Брајан               | 4:6, 6:4, [11:9]       |
| Победник  | 3.  | 11. јануар 2009.    | Бризбејн, Аустралија     | Тврда     | Марк Жикел        | Фернандо Вердаско Миша Зверев        | 6:4, 6:3               |
| Победник  | 4.  | 18. октобар 2009.   | Шангај, Кина             | Тврда     | Жилијен Бенето    | Маријуш Фирстенберг Марћин Матковски | 6:2, 6:4               |
| Финалиста | 1.  | 20. фебруар 2011.   | Марсеј, Француска        | Тврда (д) | Жилијен Бенето    | Робин Хасе Кен Скупски               | 3:6, 7:6(7:4), [11:13] |
| Финалиста | 2.  | 26. фебруар 2012.   | Марсеј, Француска (2)    | Тврда (д) | Дастин Браун      | Николас Махут Едуар Роже-Васелен     | 6:3, 3:6, [6:10]       |
| Финалиста | 3.  | 4. август 2012.     | Лондон, Велика Британија | Трава     | Микаел Љодра      | Боб Брајан Мајк Брајан               | 4:6, 6:7(2:7)          |
| Финалиста | 4.  | 22. септембар 2013. | Мец, Француска           | Тврда (д) | Николас Махут     | Јохан Брунстрем Равен Класен         | 4:6, 6:7(5:7)          |

## Остала финала

### Тимска такмичења: 5 (2:3)
| Исход     | Бр. | Датум                 | Турнир                       | Подлога   | Партнери                                          | Противници                                                    | Резултат | Извор  |
| --------- | --- | --------------------- | ---------------------------- | --------- | ------------------------------------------------- | ------------------------------------------------------------- | -------- | ------ |
| Финалиста | 1.  | 3–5. децембар 2010.   | Дејвис куп, Београд, Србија  | Тврда (д) | Гаел Монфис Микаел Љодра Жил Симон Арно Клеман    | Новак Ђоковић Виктор Троицки Јанко Типсаревић Ненад Зимоњић   | 2:31     | [ 7 ]  |
| Победник  | 1.  | 4. јануар 2014.       | Хопман куп, Перт, Аустралија | Тврда (д) | Ализе Корне                                       | Агњешка Радвањска Гжегож Панфил                               | 2:1      | [ 8 ]  |
| Финалиста | 2.  | 21–23. новембар 2014. | Дејвис куп, Лил, Француска   | Шљака (д) | Гаел Монфис Жилијен Бенето Ришар Гаске            | Роџер Федерер Станислас Вавринка Марко Кјудинели Михаел Ламер | 1:3      | [ 9 ]  |
| Победник  | 2.  | 24–26. новембар 2017. | Дејвис куп, Лил, Француска   | Тврда (д) | Лука Пуј Ришар Гаске Пјер-Иг Ербер                | Давид Гофен Стив Дарси Рубен Бемелманс Јорис Де Лоре          | 3:2      | [ 10 ] |
| Финалиста | 3.  | 23–25. новембар 2018. | Дејвис куп, Лил, Француска   | Шљака (д) | Лука Пуј Жереми Шарди Пјер-Иг Ербер Николас Махут | Марин Чилић Борна Ћорић Франко Шкугор Мате Павић Иван Додиг   | 1:3      | [ 11 ] |

1 Учествовао је само у првом колу Дејвис купа 2010.

### Егзибициони турнири: 1 (0:1)
| Исход     | Бр. | Датум            | Турнир              | Подлога | Противник         | Резултат | Извор  |
| --------- | --- | ---------------- | ------------------- | ------- | ----------------- | -------- | ------ |
| Финалиста | 1.  | 16. јануар 2010. | Мелбурн, Аустралија | Тврда   | Фернандо Вердаско | 5:7, 3:6 | [ 12 ] |